# Creston (Illinois)
Pour les articles homonymes, voir Creston.
Creston est un village situé au sud-est du comté d'Ogle dans l'Illinois, aux États-Unis,. Il est incorporé le 25 février 1873.

## Démographie
Lors du recensement de 2010, le village comptait une population de 662 habitants. Elle est estimée, en 2016, à 642 habitants.

### Source de la traduction
- (en) Cet article est partiellement ou en totalité issu de l’article de Wikipédia en anglais intitulé « Creston, Illinois » (voir la liste des auteurs).